# Ukpet-Ehom jezik
Ukpet-Ehom jezik (akpet-ehom; ISO 639-3: akd), benue-kongoanski jezik iz Nigerije, jedini član podskupine akpet. Govori ga 11 400 (2000) ljudi na području države Cross River.
Postoje dva dijalekta: ukpet (akpet) i ehom (ubeteng, ebeteng).

## Vanjske poveznice
- Ethnologue (14th)
- Ethnologue (15th)